# Nanotermitodius peckorum
Nanotermitodius peckorum är en skalbaggsart som beskrevs av Henry Fuller Howden 2003. Nanotermitodius peckorum ingår i släktet Nanotermitodius och familjen Aphodiidae. Inga underarter finns listade i Catalogue of Life.